# NGC 6328
NGC 6328 је спирална галаксија у сазвежђу Олтар која се налази на NGC листи објеката дубоког неба.
Деклинација објекта је - 65° 0' 35" а ректасцензија 17h 23m 40,9s. Привидна величина (магнитуда) објекта NGC 6328 износи 12,4 а фотографска магнитуда 13,2. NGC 6328 је још познат и под ознакама ESO 102-3, AM 1718-645, PGC 60198.